# Francesco Casagrande
Francesco Casagrande (født 14. september 1970 i Firenze) er en tidligere italiensk landevejscykelrytter, som var professionel i årene 1992 til 2005.

## Biografi
I Giro d'Italia i 2000 førte han dele af løbet, men måtte til slut tage til takke med andenpladsen efter landsmanden Stefano Garzelli, men erobrede imidlertid bjergtrøjen.
Som ekspert i endagsløb, vandt han i 1998 og 1999 Clásica de San Sebastián, samt 2000 udgaven af La Flèche Wallonne og Subida a Urkiola. I VM i landeveissykling 1999 erobrede han fjerdepladsen efter Óscar Freire (guld), Markus Zberg (sølv) og Jean-Cyril Robin (bronze). I 1998 blev han testet positiv testosteron, blev fyret fra Cofidis og blev udelukket i ni måneder.
I 1996 vandt han Tirreno-Adriatico og Baskerlandet Rundt — begge etapeløb.
Han har 52 sejre i karrieren.

### Største sejre
- Clásica de San Sebastián (1998, 1999)
- La Flèche Wallonne (2000)
- Schweiz Rundt (1999)[10]
- Giro del Trentino (2001, 2002)[11][12]
- Tirreno-Adriatico (1996)[8]
- Baskerlandet Rundt (1996)[9]
- Giro di Toscana (1994)
- Giro dell'Emilia (1994)[13]
- Milano-Torino (1994)[14]
- Giro dell'Appennino (1995)
- Coppa Agostoni (2001, 2003)[15][16]
- Etapesejr (3. og5. etape) i Schweiz Rundt (2003)[17][18]
- Giro d'Italia:
  - 2 etapesejre
  - Maglia verde
  - 12 dage i Maglia rosa

### Andenpladser
- Giro d'Italia (2000)[2]
- Giro di Lombardia (2000)[19]
- Clásica de San Sebastián (2001)[20]
- Giro del Lazio (1999)
- HEW Cyclassics (2000)[21]
- Giro del Veneto (1999, 2000)
- Giro dell'Emilia (2001, 2004)[22][23]

## Eksterne links
- Wikimedia Commons har flere filer relateret til Francesco Casagrande
- Francesco Casagrandes opslag i Munzinger Sportsarchiv (tysk)
- Francesco Casagrandes profil på Sports-Reference OL-resultater (arkiveret) (engelsk)
- Francesco Casagrandes profil på Olympedia (engelsk)
- Francesco Casagrandes profil på CycleBase (engelsk)
- Francesco Casagrandes profil på Cykelsiderne
- Francesco Casagrandes profil på Cycling Quotient (engelsk)
- Francesco Casagrandes profil på ProCyclingStats (engelsk)
- Francesco Casagrandes profil på FirstCycling